# Zakje van Rathke
Het zakje van Rathke is in de embryogenese een invaginatie aan de voorkant van het buccofaryngeaal membraan, Membrana stomatopharyngealis, en aan de bovenkant van de zich ontwikkelende mond. Het vormt het voorste deel van de hypofyse, in het bijzonder van de adenohypofyse, en is een onderdeel van het endocrien systeem.
Het zakje van Rathke is naar Martin Rathke genoemd, een van de grondleggers van de moderne embryologie.

## Ontwikkeling
Het zakje van Rathke, dus ook de hypofyse, zijn afkomstig van de adenohypofysaire placode. Het zakje van Rathke verliest op den duur de verbinding met de farynx waardoor het voorste deel van de hypofyse ontstaat. De voorwand van het zakje van Rathke groeit uit en vult het grootste deel van het zakje tot de pars distalis en de pars tuberalis. De achterwand vormt de pars intermedia. Bij sommige organismen bezet de groeiende voorwand niet volledig het zakje van Rathke, waardoor er een overblijfsel, Rathke's spleet, overblijft tussen de pars distalis en pars intermedia.

## Cystevorming
Het zakje van Rathke kan een goedaardige cyste vormen, die met een vloeistof is gevuld. De cyste kan er soms zorgen dat het gezichtsvermogen minder wordt, ervoor zorgen dat de hypofyse het niet meer doet en kan hoofdpijn veroorzaken. Craniopharyngioma is een neoplasie en kan ontstaan uit het epitheel in de spleet van Rathke.
|  |  |